# Hans Sigmund Heller
Hans Sigmund Heller (* 25. September 1905 in Brünn, Österreich-Ungarn; † 29. Dezember 1974 in Bristol) war ein britischer Pharmakologe.

## Leben
Heller studierte zunächst Chemie in Wien und Prag und promovierte 1927 an der Universität Prag. Sein Interesse an Pharmakologie führte ihn an die Universität Wien, wo er als wissenschaftlicher Mitarbeiter von Ernst Peter Pick zum Wasserhaushalt und dem Einfluss der Neurohypophysen-Hormone forschte. Dort traf er auch auf Otto Loewi, der möglicherweise Hellers Interesse an der sich entwickelnden Neuroendokrinologie weckte.
1930 wurde er Medizinstudent am Emmanuel College in Cambridge und kehrte nach dem Abschluss des Natural Science Tripos zunächst an die Pharmakologie in Wien zurück, bevor er 1935 erneut nach Großbritannien ging, um am University College Hospital in London die medizinische Ausbildung zu absolvieren.
Heller blieb in England und wurde britischer Staatsbürger. 1938 schloss er das Medizinstudium ab, 1948 erwarb er den Doktor der Medizin. Von 1949 bis 1971 lehrte er als Professor und Leiter des Fachbereichs Pharmakologie an der Universität Bristol.
Heller wissenschaftlicher Schwerpunkt war die Endokrinologie. Stationen seines wissenschaftlichen Lebens waren unter anderem Dekan der medizinischen Fakultät, Präsident der European Society of Comparative Endocrinology (Europäische Gesellschaft für vergleichende Endokrinologie) (1965 bis 1969), Vorsitz der Society of Endocrinology (Gesellschaft für Endokrinologie) (bis zu seinem Tod 1974), Mitglied des Rates der Society for the Study of Addiction (Gesellschaft für Suchtforschung) und Herausgeber des Journal of Endocrinology (1963 bis 1974). Er war Autor und Herausgeber zahlreicher Bücher über Endokrinologie.
Heller heiratete 1933 die Rechtswissenschaftlerin Josephine Gertrude Liebich, mit der er zwei Töchter hatte.

## Schriften (Auswahl)
- als Herausgeber: The neurohypophysis. Proceedings of the eight Symposium of the Colston Research Society, held in the University of Bristol, April 9th–April 12th, 1956. London 1957, OCLC 221143132.
- als Herausgeber mit Robert Bernard Clark: Neurosecretion. Proceedings of the Third International Symposium on Neurosecretion, held in the University of Bristol, September, 1961. London 1962, OCLC 803982030.
- als Herausgeber: Comparative aspects of neurohypophysial morphology and function. Proceedings of a symposium held at the Zoological Society of London, Regent's Park, London, N.W.1, on 8th February, 1962. London 1963, OCLC 65796847.
- als Herausgeber: Pharmacology of the endocrine system and related drugs. The neurohypophysis. Oxford 1970, ISBN 0-08-013220-0.